# Triphalopsoides lasiodorsa
Triphalopsoides lasiodorsa is een keversoort uit de familie zwartlijven (Tenebrionidae). De wetenschappelijke naam van de soort is voor het eerst geldig gepubliceerd in 1990 door Doyen.